# Aliscella fidelis
Aliscella fidelis är en insektsart som beskrevs av Ronald Gordon Fennah 1969. Aliscella fidelis ingår i släktet Aliscella och familjen Ricaniidae. Inga underarter finns listade i Catalogue of Life.